# مجموعة روشن
روشن (بالإنجليزية: Roshn) شركة تطوير عقاري وطنية وأحد المشاريع الكبرى التابعة لصندوق الاستثمارات العامة  في المملكة العربية السعودية، ويرأس مجلس إدارتها صاحب السمو الملكي الأمير محمد بن سلمان بن عبد العزيز آل سعود، ولي العهد، رئيس مجلس الوزراء، رئيس مجلس الشؤون الاقتصادية والتنمية.
تهدف روشن إلى تطوير أحياء سكنية بمعايير جودة عالية تتناسب مع تطلعات المجتمع السعودي، وكذلك المساهمة في زيادة نسبة ملكية الوحدات السكنية إلى 70٪ خلال السنوات العشر القادمة، في يتماشى مع أهداف رؤية المملكة العربية السعودية 2030.
وحصلت على المركز الأول كأفضل بيئة عمل في المملكة العربية السعودية" لعام 2023م.

## كلمة روشن في العمارة
في منطقة الحجاز، تستخدم كلمة «روشن» للإشارة إلى الستائر الخشبية الخارجية للنوافذ، والتي تمنح الخصوصية وتسمح بدخول الهواء والضوء، وتسمى أيضا بالمشربية.

### اسم المشروع
كان مؤسس الدولة الملك عبد العزيز يستضيف الناس في غرفة تسمى «الروشن» والتي عرفت من أيام بيوت الطين وخاصة بمنطقة نجد وقراها كغرفة إضافية تتمتع بجاهزية لاستقبال الضيوف، وهذا ما ترمز إليه أحياء روشن.

## مجتمعات روشن
| الشعار | المجتمع | الموقع      | المساحة (كم2) | الموقع الإلكتروني                   |
| ------ | ------- | ----------- | ------------- | ----------------------------------- |
|        | سدرة    | شمال الرياض | 20            | https://sedra.roshn.sa/ar           |
|        | وارفة   | شرق الرياض  | 1.4           | https://warefa.roshn.sa/ar/         |
|        | العروس  | شمال جدة    | 4             | https://alarous.roshn.sa/ar/        |
|        | مرافي   | شمال جدة    | 6.6           | https://alarous.roshn.sa/en/marafy/ |
|        | الفلوة  | جنوب الهفوف | 10.8          | https://www.roshn.sa/ar/alfulwa     |
|        | المنار  | غرب مكة     | 21            | https://www.roshn.sa/ar/almanar     |
|        | الدانة  | الظهران     | 1.7           | https://www.roshn.sa/ar/aldanah     |

## حقائق
تغطي مشاريع روشن مساحة تزيد عن 200 مليون م2 في أنحاء المملكة.

## وصلات خارجيَّة
- الموقع الرسمي